# 山口里美
山口 里美（やまぐち さとみ、旧姓：中野、1970年11月16日 - ）は、福岡県出身の元バスケットボール選手・コーチである。ニックネームは「トップ」。現役時代のポジションはガード。2010年までJOMOサンフラワーズコーチを務めていた。

## 来歴
玄海中学校でバスケを始め、東海大五高校から共同石油（現・ENEOSホールディングス）に入社。
選手として日本リーグ・オールジャパン優勝に貢献。ウィリアム・ジョーンズカップにも出場した。
引退後はコーチに転じ、長年にわたりJOMOを支えた。
2010年退任。
現在はJXバスケットボールクリニックコーチ。